# Conocephalus kisi
Conocephalus kisi är en insektsart som beskrevs av Carl Otto Harz 1967. Conocephalus kisi ingår i släktet Conocephalus och familjen vårtbitare.

## Underarter
Arten delas in i följande underarter:
- C. k. gaukleri
- C. k. kisi